# John Hughes (Pharmakologe)
John Pinnington Hughes (* 6. Januar 1942 in London) ist ein britischer Pharmakologe. Er ist bekannt für die Entdeckung der Enkephaline.

## Leben und Wirken
Hughes erwarb am King’s College London einen Bachelor und einen Ph.D., bevor er als Forschungsassistent an die Yale University Medical School in New Haven, Connecticut, ging. 1969 holte Hans Walter Kosterlitz Hughes an die Abteilung für Abhängigkeitsforschung der University of Aberdeen, deren stellvertretender Leiter Hughes 1973 wurde und bis 1977 blieb. Während zuvor schon gezeigt worden war, dass Membran-Bestandteile des Gehirns Rezeptoren mit hoher und spezifischer Affinität für verschiedene Narkotika besitzt, postulierte Kosterlitz, dass es natürliche Liganden für diese Rezeptoren geben müsse, endogene (körpereigene) Opioide. 1973 begann Hughes aktiv nach Beweisen für Kosterlitz’ These zu suchen. Ausgehend von der Tatsache, dass Opioide die Ausschüttung von Neurotransmittern hemmen, konnte Hughes zeigen, dass Gehirnextrakte die Muskelkontraktion im isolierten Ductus deferens (Samenleiter) der Maus hemmen, während der Opioid-Antagonist Naloxon diese Hemmung aufhob. Gemeinsam mit anderen Wissenschaftlern konnte Hughes 1975 schließlich zwei Pentapeptide isolieren und charakterisieren, die Enkephaline genannt wurden, Met-Enkephalin und Leu-Enkephalin. Beide sind Liganden für den δ-Rezeptor (ein Opioidrezeptor) und waren die ersten bekannten Vertreter der Gruppe der Endorphine.
1983 wurde Hughes – nach einiger als Dozent (später Professor) für pharmakologische Biochemie am Imperial College London – Direktor des Parke-Davis-Forschungszentrums in Cambridge und gleichzeitig Professor an der University of Cambridge, wo er weiter zu Opioiden forschte. Hier beschäftigte er sich unter anderem mit Liganden des κ-Rezeptors (ebenfalls ein Opioidrezeptor), von denen man sich insbesondere ein vermindertes Abhängigkeitspotential versprach. Weitere Arbeiten befassten sich mit Peptoiden, die am CCK-B-Rezeptor binden, und eine ausgeprägte anxiolytische Wirkung haben, die analgetische Wirkung von Opioiden verstärken und deren Toleranzentwicklung verhindern. Heute (Stand 2012) ist Hughes Emeritus Fellow des Wolfson College der Universität Cambridge.

## Auszeichnungen (Auswahl)
- 1978 Albert Lasker Award for Basic Medical Research[2]
- 1981 Preis der Feldberg Foundation[3]
- 1993 Fellow der Royal Society[4]
- 2010 Ehrendoktorat der University of Aberdeen[5]

## Schriften (Auswahl)
- Centrally Acting Peptides. Macmillan Press, London 1978, ISBN 978-0-333-23476-1.
- Opioids Past, Present and Future. Taylor & Francis, London 1984, ISBN 978-0-850-66255-9.
- The Neuropeptide Cholecystokinin (CCK). Ellis Horwood, Chichester oder Halsted Press, New York 1989, ISBN 978-0-470-21469-5.